# Alfons Luczny
Alfons Luczny (né le 4 juin 1894 à Katscher et mort le 12 août 1985 à Einbeck) est un Generalleutnant allemand de la Luftwaffe pendant la Seconde Guerre mondiale. 

## Biographie

### Les premières années et la Première Guerre mondiale
Le 12 septembre 1913, Luczny rejoint le 21e régiment d'artillerie de campagne de l'armée prussienne à Neisse en tant que junker de drapeau. Le 19 juin 1914, il est promu enseigne et le 6 août 1914 lieutenant. Après le début de la Première Guerre mondiale, Luczny combat en tant que chef de batterie sur le front ouest, d'abord à Neufchâteau, puis sur la Meuse et la Marne. En septembre, le régiment entre dans la guerre de tranchées. Le 14 mars 1915, Luczny est transféré au 63e régiment d'infanterie, où il sert comme commandant de section et de bataillon jusqu'au début du mois de janvier 1917. Luczny retourne ensuite à son régiment régulier le 9 janvier 1917, où il a servi comme officier de batterie et commandant au-delà de la fin de la guerre et est promu Oberleutnant. 

### Entre-deux-guerres
Après la guerre et le retour en garnison, son régiment est d'abord démobilisé et dissous le 1er septembre 1919. Luczny rejoint ensuite le 21e régiment d'artillerie de campagne, avec lequel il est déployé aux garde-frontières de l'Est en Silésie, Luczny quitte le service militaire, en obtenant le grade de capitaine, et entre dans la police. Luczny a déjà rejoint les forces de police le 30 novembre 1920, en congé de son précédent emploi. Il y est nommé lieutenant de police le 30 novembre 1920 et est affecté à la police électorale de Haute-Silésie jusqu'en juillet 1923. Pendant son service, Luczny est promu capitaine de police le 1er février 1921. Du 9 juillet 1923 à la fin mai 1935, Luczny travaille pour la police d'Opole, où il est promu major de police le 6 novembre 1933. 
Le 1er juin 1935, Luczny rejoint la Luftwaffe et est simultanément nommé major, où il sert comme officier à usage spécial au ministère de l'Aviation du Reich jusqu'à la fin septembre 1935. Ici, il est affecté au canon anti-aérien. Le 1er octobre 1935, il rejoint le 1er régiment de la Flak en tant qu'officier de batterie, et le 1er octobre 1936, il est nommé commandant de la 1re division. Octobre 1936 est nommé. Luczny est resté dans cette fonction jusqu'à la fin juin 1938, période durant laquelle il est promu lieutenant-colonel le 1er mars 1937. 

### Deuxième Guerre mondiale
Le 1er juillet 1938, Luczny est nommé commandant du 13e régiment de la Flak à Leipzig. Le régiment est responsable de la protection antiaérienne dans la région de Leipzig-Halle. Le 29 octobre 1939, Luczny, qui est promu colonel le 1er mars 1939, quitte ce régiment et est nommé commandant du 33e régiment de la Flak le lendemain, le 30 octobre 1939. La protection anti-aérienne de Halle-Leuna est soumise à ce régiment sous le commandement de Luczny. Le 9 mai 1940, Luczny quitte ce régiment et est nommé commandant du 3e régiment de la Flak le 10 mai 1940 Le régiment anti-aérien prend en charge la protection de la région de Weimar. Cependant, Luczny ne co la protection anti-aérienne de la région de Weimar. Cependant, Luczny ne commande ce régiment que jusqu'au 10 juin 1940. 
Le 11 juin 1940, il prend en charge le 6e régiment de la Flak chargé de la protection antiaérienne dans la grande région de Hambourg jusqu'au 28 juillet 1940. Le 29 juillet 1940, il est nommé commandant de la première brigade de projecteurs de la Flak, qu'il commande jusqu'à la fin janvier 1942. Cependant, d'autres sources mentionnent le 10 août 1941 comme date de sa nomination
Promu major général en février 1942, nommé général de l'armée de l'air des îles anglo-normandes, anciennement 11e brigade de la Flak, poste qu'il occupe jusqu'à la fin septembre 1943. D'autres sources mentionnent la fin de son service au début de septembre 1943. Le 1er octobre 1943, Luczny est nommé commandant de la 2. Flak-Division chargée de la protection antiaérienne dans la région de Leipzig-Halle-Zeitz. Il y est promu lieutenant-général le 1er février 1944 et reçoit la Croix de chevalier de la Croix de fer le 9 juin 1944, après avoir déjà reçu la Croix allemande en or le 29 mars 1944. À la mi-novembre 1944, Luczny démissionne de son commandement et est transféré à la réserve. Le 30 décembre 1944, il est nommé chef de l'état-major de voyage du chef de la Wehrmacht Kraftfahrwesen au sein du haut commandement de la Wehrmacht, poste qu'il occupe jusqu'à la fin de la guerre. 
Le 8 mai 1945, Luczny est fait prisonnier par l'armée américaine et est transféré en Union soviétique le 25 décembre 1945. Le 9 octobre 1955, il est libéré du camp de prisonniers de guerre 5110/48 Woikowo. 